# Urytalpa ochracea
Urytalpa ochracea is een muggensoort uit de familie van de Keroplatidae. De wetenschappelijke naam van de soort is voor het eerst geldig gepubliceerd in 1818 door Johann Wilhelm Meigen.
De soort komt voor in het Palearctisch gebied, waaronder het grootste gedeelte van Europa, ook België en Nederland. De naam verwijst naar de kleur van de mug (glanzend okergeel).